# Драченко Сергій Володимирович
Сергі́й Володи́мирович Драче́нко — підполковник Збройних сил України.

## Життєпис
2004 року старший лейтенант Драченко брав участь у миротворчій місії в Іраці. Командував механізованим взводом 6-ї окремої механізованої бригади, здійснював патрулювання під містом Ес-Сувейра, був під мінометними обстрілами, мав зіткнення з ворогом, розосередженим серед мирного населення.

## Нагороди
За особисту мужність і героїзм, виявлені у захисті державного суверенітету та територіальної цілісності України, вірність військовій присязі під час російсько-української війни
- нагороджений орденом Богдана Хмельницького III ступеня (27.5.2015).